# Szűcs Máté
Szücs Gábor Máté (Debrecen, 1978. július 24. –) magyar brácsaművész, tanár.

## Élete
Édesapja karmester, zeneszerző, édesanyja opera-énekesnő volt. Hangszertanulmányait szülővárosában kezdte hegedűsként Szesztay Zsuzsánál, Szegeden folytatta Szecsődi Ferencnél, majd brácsásként 1996-tól a Brüsszeli Királyi Konzervatóriumban tanult Schiffer Ervinnél, végül az antwerpeni Királyi Konzervatóriumban Leo De Neve professzornál szerzett második diplomát. Pedagógiai diplomáját Debrecenben nyerte el 2008-ban, tudományos fokozatát (DLA) 2021-ben.
2003–2005 közt az Antwerpeni Flamand Királyi Filharmonikus Zenekar brácsása, majd szólóbrácsásként működött ezen kívül a 2005–2006-ban a Bambergi Szimfonikusoknál, 2006-tól a drezdai Staatskapellénél, 2007-tól a Frankfurt am Main-i Hessische Rundfunk rádiózenekarban és 2008-tóla Brémai Német Kamarafilharmóniában. 2011–2018 között a Berlini Filharmonikusok első szólóbrácsása volt. A felsorolt zenekarokkal szólóművészként is fellépett, ahogy a Berlini Barokk Szólisták, a Konstanzi Délnyugatnémet Filharmonikusok, a  Flamand Rádiózenekar, a MÁV Szimfonikusok, a Magyar Állami Operaház Zenekara, a Liège-i Királyi Filharmonikus Zenekar, a mexikói San Luis Potosi-i Szimfonikus Zenekar és a dél-koreai Seongnam-i Filharmonikus Zenekar kíséretével is fellépett versenyművek szólistájaként. 2017 szeptemberében háromszor játszotta el Bartók Béla Brácsaversenyét a Berlini Filharmonikusok kíséretével a Berlini Filharmónia Nagytermében. Ezen felül rendszeresen játszik együtt olyan művészekkel, mint Frank Peter Zimmermann, Vadim Repin, Janine Jansen, Christian Tetzlaff, Baiba Skride, Vladimir Mendelssohn, Baráti Kristóf, Várdai István, Takács-Nagy Gábor, Ilja Gringolts, Keller András, Fenyő László, Várjon Dénes és Sir Simon Rattle. Rendszeresen készít hangfelvételeket különböző stílusokban és formációkban, úgymint a világzene, a klezmer, az improvizáció és a közel-keleti zene stílusában.
Művészi pályája mellett már diákkora óta tanít. 2007 és 2009 között a Saarbrückeni Zeneakadémia tanára volt és azóta rendszeresen ad brácsaórákat a világ minden pontjáról érkező növendékeknek. 2014 óta a Berlini Filharmonikusok Karajan Akadémiájának, 2016 óta pedig az ugyancsak berlini ‘Hanns Eisler’ Zeneakadémia brácsatanára. 2016 és 2017 között a budapesti Liszt Ferenc Zeneakadémia óraadója volt. 2018 szeptemberétől Genfi Zeneakadémia brácsaprofesszora, egyidejűleg 2020 szeptembere óta a Pécsi Tudományegyetem brácsatanára. 2021-ben a Zeneakadémia Kamaratanszékének Látogató Professzorává nevezték ki. Ezen kívül rendszeresen tart mesterkurzusokat világszerte, mint például Japán, Korea, Kína, Tajvan, USA, Kanada, Mexikó, Dánia, Egyesült Királyság, Hollandia, Belgium, Franciaország, Svájc, Németország és Magyarország zeneakadémiáin.